# Giovanni Vasanzio
Giovanni Vasanzio ou Jan van Santen (c. 1550–1621 (71 anos)) foi um arquiteto, jardinista e gravador flamengo que trabalhou toda sua carreira em Roma, onde chegou na década de 1580.

## História
Vasanzio nasceu em Utrecht e trabalhou como assistente de Flaminio Ponzio, completando suas obras inacabadas quando ele morreu em 1613; tornou-se, de alguma forma, o "arquiteto doméstico" dos Borghese, responsável pelas decorações mais efêmeras destinadas a dar o tom em eventos dinásticos, tristes ou alegres Vasanzio morreu em Roma e, depois de sua morte, Giovanni Battista Soria assumiu o cargo juntou aos Borghese.

## Principais encomendas
- Palazzo Borghese, onde trabalhou com Carlo Maderno depois da morte de Flaminio Ponzio.[2].
- Construiu a fachada projetada por Ponzio em San Sebastiano fuori le Mura (1612).
- Villa Borghese, no monte Píncio; Vasanzio projetou a fachada (1613-5); a decoração continuou até 1619.
- Fonte da Água Paula, com base num projeto de Ponzio (1613).
- Adições à Villa Mondragone, de Martino Longhi, o Jovem, em Frascati (1615).
- Fonte "della Galera", nos jardins do Palácio Vaticano (1620).
- Teto de San Sebastiano fuori le mura.